# Aidia pseudospicata
Aidia pseudospicata är en måreväxtart som beskrevs av Colin Ernest Ridsdale. Aidia pseudospicata ingår i släktet Aidia och familjen måreväxter. Inga underarter finns listade i Catalogue of Life.